# Ex corde Ecclesiae
Ex corde Ecclesiae (česky Ze srdce církve) je apoštolská konstituce vydaná papežem Janem Pavlem II. týkající se katolických vysokých škol a univerzit. Byla promulgována 15. srpna 1990 a měla vstoupit v platnost od akademického roku začínajícího v roce 1991 a jejím cílem bylo definovat a upřesnit katolicitu katolických vysokých škol.
Instituce, které by se nově prohlašovaly za katolické, by musely získat souhlas „Svatého stolce, biskupské konference nebo jiného uskupení katolické hierarchie nebo diecézního biskupa“. Instituce, které se v současné době prohlašují za katolické, jsou považovány za katolické, pokud se nevyjádří jinak. Dokument cituje kánon 810 Kodexu kanonického práva z roku 1983, který katolickým vzdělávacím zařízením přikazuje respektovat normy stanovené místními biskupy. Ex corde zdůrazňuje autoritu biskupů a zmiňuje, že kanonické právo (kánon 812) vyžaduje, aby všichni učitelé teologie na katolických vysokých školách a univerzitách měli mandát místní církevní autority (obvykle místního biskupa).
Apoštolská konstituce byla vnímána jako vyvrácení Land O'Lakes Statement, stanoviska přijatého v roce 1967 účastníky semináře sponzorovaného University of Notre Dame o úloze katolických univerzit. Mezi účastníky tohoto amerického semináře byli rektoři těchto univerzit: University of Notre Dame, Georgetown, Seton Hall, Boston College, Fordham, St. Louis University a Papežské katolické univerzity v Portoriku. Přítomna byla také více než desítka dalších pedagogů ze severoamerických katolických vysokých škol.

## Obsah
- Úvod
- Část 1 – Identita a poslání
- Část 2 – Obecné normy
- Přechodné normy
- Závěr

## Úloha teologie
- „Teologie hraje obzvlášť důležitou roli při hledání syntézy poznání a v dialogu mezi vírou a rozumem. Slouží všem ostatním disciplínám při hledání smyslu... Vzhledem k jejímu zvláštnímu významu mezi akademickými disciplínami by každá katolická univerzita měla mít fakultu nebo alespoň katedru teologie.“ (Ex Corde Ecclesiae, §19)

## Dopad
V reakci na encykliku začala řada katolických univerzit nabízet programy katolických studií. V roce 1992 bylo například založeno Centrum katolických studií na Univerzitě sv. Tomáše v Minnesotě.